# Bombay-Blutgruppe

Das Hh-Antigen-System

Die Bombay-Blutgruppe, auch Bombay-Phänotyp genannt, ist eine sehr seltene Blutgruppe des AB0-Systems; nur einer von 300.000 Menschen, die meisten in Indien, hat diese Blutgruppe.
Benannt wurde sie nach der indischen Großstadt Mumbai, die bis 1996 Bombay hieß, wo sie 1952 zuerst beschrieben wurde. Menschen mit dieser Blutgruppe dürfen nur Blutspenden von anderen Menschen mit diesem Gendefekt erhalten.

## Ursachen und Auswirkungen
Betroffene exprimieren nicht die Vorläufersubstanz H, ein Antigen auf der Oberfläche der roten Blutkörperchen (Erythrozyten). Dieser Umstand führt zur Blutgruppe 0. Aus diesem Grund agglutinieren (das heißt, „verklumpen“) sie nicht mit den A- und B-Antiseren aus dem AB0-System der Blutgruppen. Die Blutgruppe der Betroffenen ist 0 und der Genotyp hh sese. Die Bombay-Blutgruppe wird meist mit 0h gekennzeichnet. Verantwortlich für den Bombay-Phänotyp sind homozygote bzw. compound-heterozygote inaktivierende Mutationen im FUT1-Gen auf Chromosom 19.
Die Ursache für das Fehlen der Vorläufersubstanz H ist ein Gendefekt, beispielsweise beim Leukozytenadhäsionsdefekt Typ II. Unabhängig vom Erbgang des AB0-Typs reagiert der Bombay-Typ weder mit A- noch B-Antikörpern (phänotypisch Blutgruppe 0). Er reagiert dagegen mit Blutgruppe 0 (phänotypisch Anti-0), weil die Vorläufersubstanz H in jedem Träger von AB0 vorkommt und beim Bombay-Typ ganz früh im Leben Antikörper gegen die Vorläufersubstanz gebildet wurden. Somit kommt für die Betroffenen nur eine Eigenblutspende oder Spenderblut von Menschen desselben Gendefekts in Frage.

## Häufigkeit
Bei der Untersuchung auf Blutgruppen erfolgt heute regelmäßig die Untersuchung auf seltene Antikörper. Deren positives Ergebnis muss bei der klinischen Angabe der Blutgruppe jeweils einzeln vermerkt werden. Diesen Patienten kann nur Eigenblut oder Blut von anderen Trägern mit der gleichen Besonderheit gegeben werden. Die Häufigkeit von Anti-H-positiven Merkmalsträgern vom Bombay-Typ beträgt 1:300.000. In Teilen von Indien wird eine Häufigkeit von 1:7.600 beobachtet. Dabei wurde ein hohes Niveau der Blutsverwandtschaft unter den Eltern des Bombay-Phänotypus beobachtet.

## Weiterführende Literatur
- E. J. Yunis, J. M. Svardal, R. A. Bridges: Genetics of the Bombay phenotype. In: Blood. Band 33, Nummer 1, Januar 1969, S. 124–132, ISSN 0006-4971. PMID 5763629.
- T. H. Müller u. a.: Molekulargenetische Blutgruppendiagnostik: Grundlagen und klinische Anwendungen. In Deutsches Ärzteblatt. 98, 2001, S. A-317/B-253/C-241.
- J. S. O’Donnell, T. A. McKinnon u. a.: Bombay phenotype is associated with reduced plasma-VWF levels and an increased susceptibility to ADAMTS13 proteolysis. In: Blood. Band 106, Nummer 6, September 2005, S. 1988–1991, ISSN 0006-4971. doi:10.1182/blood-2005-02-0792. PMID 15886321.
- P. Rubinstein, F. H. Allen, R. E. Rosenfield: A dominant suppressor of A and B. In: Vox Sang. Band 25, Nummer 4, Oktober 1973, S. 377–381, ISSN 0042-9007. PMID 4752608.
- H. Schenkel-Brunner: Die biochemischen Grundlagen der Untergruppen des ABO-Systems. In: Wien. Klin. Wochenschr. Band 113, Nummer 20–21, Oktober 2001, S. 787–798, ISSN 0043-5325. PMID 11732114. (Review).
- A. Yoshida: Genetic mechanism of blood group (ABO)-expression. In: Acta Biol. Med. Ger. Band 40, Nummer 7–8, 1981, S. 927–941, ISSN 0001-5318. PMID 6800172.
- F. Yamamoto, H. Clausen u. a.: Molecular genetic basis of the histo-blood group ABO system. In: Nature. Band 345, Nummer 6272, Mai 1990, S. 229–233, ISSN 0028-0836. doi:10.1038/345229a0. PMID 2333095.